# خوسيه سانشيز غيرا
خوسيه سانشيز غويرا ومارتينيز (بالإسبانية: José Sánchez-Guerra Martínez)‏ (قرطبة 28 يونيو 1859 - مدريد 26 يناير 1935) هو محامي وصحافي وسياسي إسباني، كان وزيرا عدة مرات وكذلك رأس مجلس الوزراء في عهد ألفونسو الثالث عشر. بدأ حياته السياسية عضوا في الحزب الليبرالي، ولكنه انضم لاحقا إلى صفوف حزب المحافظين حيث أضحى شخصية بارزة فيه. استلم وزارة الداخلية والتنمية والحرب وأيضاً رئيساً لمجلس الوزراء. وكان نائب في الكورتيس، ثم أصبح رئيس مجلس النواب.

## السيرة الذاتية

### سنواته الأولى
وُلِد في مدينة قرطبة في 28 يونيو 1859، وهو ابن كاتب العدل خوسيه سانشيز غيرا وأمه إميليا مارتينيز. تبنى خلال شبابه اسم والده الأخير.
درس القانون في جامعة إشبيلية، إلا أنه انتقل في سنة 1879 إلى مدريد ونقل ملفه إلى الجامعة المركزية حيث واصل دراسته. 6 وبعد انتقاله إلى العاصمة بدأ العمل في مكتب تحرير جريدة La lberia، واصبح عضوا في الحزب الدستوري - أعيد تسميته فيما بعد باسم الحزب الليبرالي.

### سياسي في حقبة البوربون
شغل خوسيه غيرا أول منصب سياسي له في سنة 1881 عندما شكل براخسيدس ماتيو ساغستا حكومة وعينه رئيسًا للمكتب الصحفي في رئاسة مجلس الوزراء. ثم نزل في الانتخابات الإسبانية العامة 1886 حيث رشح نفسه في الكورتيس لمنطقة قبرة الانتخابية حيث نجح فيها. ثم أعيد انتخابه على التوالي خلال انتخابات 1891 و1893 و1896 و1898 و1899 و1901 ممثلا عن الحزب الليبرالي.

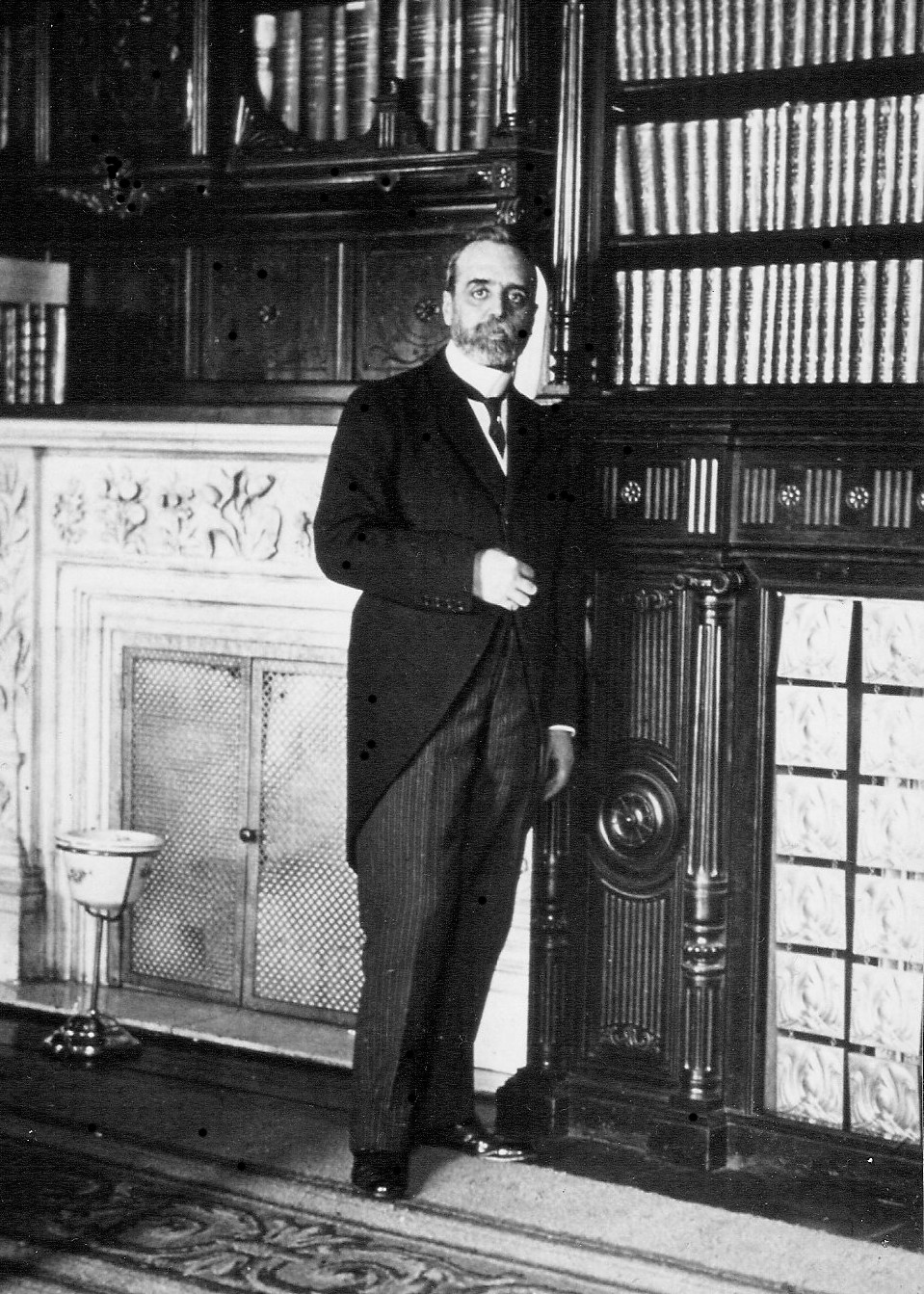
غيرا في سنة 1920

بعد ابتعاده عن قيادة الحزب الليبرالي - وبشكل أكثر تحديدا عن ساغستا وموريت انتهي به المطاف بالاندماج في حزب المحافظين. وخلال تلك السنوات حافظ غيرا على علاقته الوثيقة مع نائب مايوركا أنطونيو مورا، وهو ليبرالي سابق انتقل أيضًا إلى صفوف المحافظين.
استمر سانشيز غيرا في نزوله الانتخابات ولكن تلك المرة مرشحا عن المحافظين، ونائبا عن قبرة في جميع الانتخابات التي أجريت حتى سنة 1923 - باستثناء انتخابات 1918 التي نزل في المنطقة الانتخابية للعاصمة قرطبة. وفي تشكيل حكومة فرانسيسكو سيلفيلا في ديسمبر من 1902 عين سانشيز غيرا حاكمًا مدنيًا لمقاطعة مدريد.
كان وزيراً للداخلية في الفترة ما بين 5 ديسمبر 1903 و 5 ديسمبر 1904 في حكومة مورا. وكان أيضًا محافظًا لبنك إسبانيا بين شهري يوليو وديسمبر 1903 وبين يناير 1907 وسبتمبر 1908.
على الرغم من أنه كان صديقًا مقربا لمورا، إلا أنه بعد تمزق حزب المحافظين سنة 1913 بقي مع الملكيين وفصيل الحزب مما أطلق العنان لغضب الموريين المنشقين الذين وصفوه بأنه خائن، فانتهت علاقته مع السياسي المايوركي. وقد تولى حقيبة التنمية بين 14 سبتمبر 1908 و 21 أكتوبر 1909 في حكومة إدواردو داتو. واستلم حقيبة الداخلية في حكومة داتو بين 27 أكتوبر 1913 و 9 ديسمبر 1915، وبين 11 يونيو و 3 نوفمبر 1917.
استلم مسؤولية رئاسة البرلمان من يوليو 1919 إلى مارس 1922، وعلى وجه الخصوص في الهيئات التشريعية 1919-1920 و1920-1921 و1921-1922.
واستلم رئاسة الحكومة بين 8 مارس و 7 ديسمبر 1922. وتولى بالإضافة إلى منصبه حقيبة الحربية مؤقتًا اعتبارًا من 15 يوليو. وجمعت تلك الحكومة الموريين والمحافظين وعضو في الرابطة الإقليمية. وخلال حكمه والتي في رحلة إلى الاعتدال فيما يتعلق بسياسة النظام العام، أعاد الضمانات الدستورية التي فرضها الكونت رومانونس، وحاول وضع حد لعصابات أصحاب العمل في برشلونة من خلال إقالة سيفيريانو مارتينيز أنيدو حاكم برشلونة المدني وميغيل أرليغو قائد شرطة برشلونة. وفي نوفمبر 1922 ألغى مجالس الدفاع بموجب مرسوم ملكي.
انتهى النقاش البرلماني حول ملف بيكاسو إلى سقوط حكومة سانشيز غيرا في ديسمبر 1922.

### دكتاتورية بريمو دي ريفيرا وسقوط الملكية

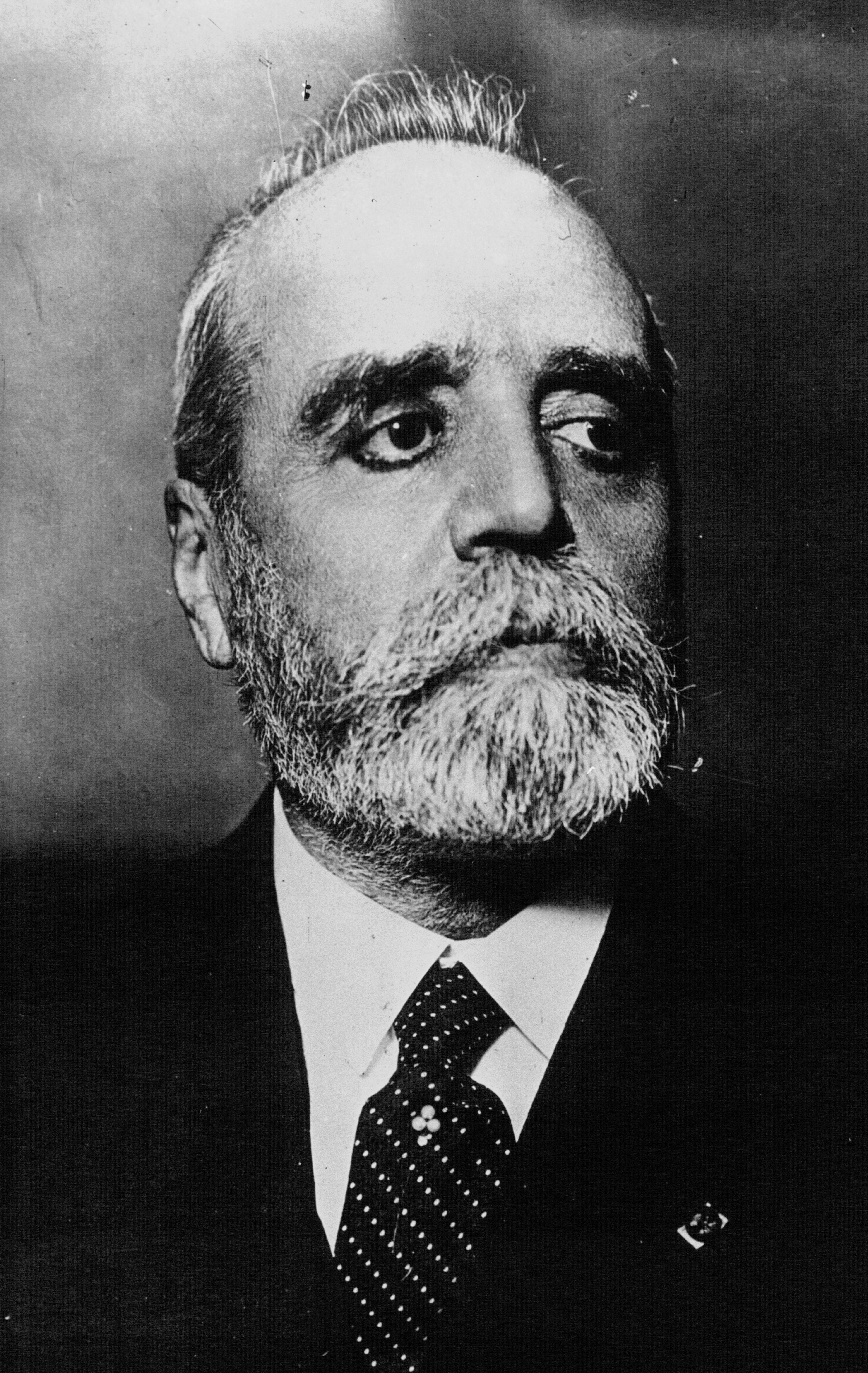
خوسيه سانشيز غيرا سنة 1932.

مع إنشاء دكتاتورية بريمو دي ريفيرا انتقل سانشيز غويرا إلى المعارضة. وانتهى به الأمر بالنفى الطوعي إلى فرنسا في سبتمبر 1927، حيث تزعم هناك خطة لإسقاط الديكتاتورية. عاد إلى فالنسيا في 29 يناير 1929 لتنفيذ المحاولة الانقلابية. بعد أن اختار الجنرال ألبرتو كاسترو جيرونا القبطان العام للمنطقة العسكرية الثالثة لقيادة الانقلاب. إلا أن المبادرة فشلت عندما رفض كاسترو جيرونا استقبال سانشيز غيرا. وسجنه في فالنسيا. وحوكم في 25 أكتوبر وترأس المحكمة الجنرال فيديريكو برينغير الذي برأ السياسي المخضرم.
بعد دفاعه عن الدستورية قاد غيرا القطاع المحافظ ضد اتباع بريمو دي ريفيرا، راهنًا على دعوة برلمان دستوري. استقال الدكتاتور في يناير 1930. وفي خطاب ألقاه في مسرح زارزويلا في 27 فبراير وصف سانشيز غيرا نفسه بأنه ملكي ولكنه ضد ألفونسو.
على الرغم من موقفه النقدي تجاه ألفونسو الثالث عشر، وبعد سقوط حكومة داماسو برينجر (فبراير 1931) واصل الملك استقباله سانشيز غيرا. في 15 فبراير كلفه ألفونسو الثالث عشر بتشكيل حكومة باختياره الحر. فالتقي سانشيز غيرا بأعضاء اللجنة الجمهورية المحتجزين في سجن موديلو إلا أنهم الذين رفضوا العرض.

### الجمهورية الثانية
انتخب نائبا عن البرلمان الجمهوري لمنطقة مدريد الانتخابية (العاصمة) ضمن مجموعة «دعم الجمهورية» في الانتخابات التأسيسية في يونيو 1931. ومع ذلك بسبب حالته الصحية الحساسة ابتعد عن المشهد السياسي في نهاية 1932.
توفي في 26 يناير 1935 عن عمر ناهز 75 سنة.

## حياته الخاصة
متزوج من لويزا ساينز، هو والد كلا من لويزا وخوسيه ولويس وإميليا وماريا ورافائيل وكونستانسيتا.
في جانبه الصحفي قام بإدارة صحف مثل La lberia (1885) و Revista de España (1888) و El Español (1898)‏.